# 台湾卷叶藓
台湾卷叶藓（学名：Ulota morrisonensis）为木灵藓科卷叶藓属下的一个种。